# Stabławki
Ne pas confondre avec la région naturelle du Stablack
Stabławki est un village polonais de la voïvodie de Varmie-Mazurie, dans le powiat de Bartoszyce.

## Histoire
Stablack était la gare d'arrivée des prisonniers de guerre , à destination du Stalag I-A , durant la Seconde Guerre mondiale .